# Villeneuve-d'Entraunes

Villeneuve-d'Entraunes este o comună în departamentul Alpes-Maritimes din sud-estul Franței. În 1 ianuarie 2022 avea o populație de 87 de locuitori.